# Takafumi Ogura
Takafumi Ogura (Prefectura de Mie, Japó, 6 de juliol de 1973) és un exfutbolista japonès.

## Selecció japonesa
Takafumi Ogura va disputar 5 partits amb la selecció japonesa.